# Conomitrium
Conomitrium là một chi rêu trong họ Fissidentaceae.